# 織田紗綾
織田 紗綾（おだ さあや、6月24日 - ）は、日本の女性声優、ナレーター。旧芸名は小田 喜久枝。

## 略歴
以前はトリアスに所属していた。
2000年4月から2000年7月まで、声優ユニット企画KiraKira☆メロディ学園2期生に参加していた。

## 人物
趣味はショッピング、バドミントン。

## 出演

### ゲーム
- アルカナハート（2006年、語り）
- アポカリプス〜ディザイア ネクスト〜（2007年、ポロ）
- ミストオブカオス（2007年、ミューラ・ミウア）
- 頭脳能力向上マシーン タッチでズノー（2008年、ノーちゃん）
- スゴロクロニクル〜右手に剣を左手にサイコロを〜（2008年、フラン）

### ナレーション
- 大塚製薬 スゴイダイズ 店頭用VP
- 大塚製薬 野菜の戦士 店頭用VP
- SEGA セガアリーナ広島店 店内放送

### ラジオ
- 市川洋介のパケディオヒーローチャンネル（ラジオ日本、アシスタント）

### イベントMC
- DreamParty 東京・大阪 2007 メインステージMC